# Aphrosylus venator
Aphrosylus venator är en tvåvingeart som beskrevs av Friedrich Hermann Loew 1857. Aphrosylus venator ingår i släktet Aphrosylus och familjen styltflugor. Inga underarter finns listade i Catalogue of Life.